# AMBER Alert
Een AMBER Alert is een landelijk waarschuwingsbericht dat wordt uitgestuurd als de politie vreest voor het leven van een vermist kind. Met het AMBER Alert-systeem kan de politie bij een vermist kind snel veel mensen informeren, via onder andere radio, televisie, internet, sms, pc-schermen, apps, pinautomaten, en matrixborden. Zo wordt de kans op een goede afloop vergroot.
De Verenigde Staten hadden als eerste land een AMBER Alert Plan, sinds 1996 op niveau van de staten, sinds 2003 landelijk. De naam komt van het Amerikaanse 9-jarige meisje Amber Hagerman, dat op 13 januari 1996 werd ontvoerd en vermoord. Haar dood leidde tot het invoeren van het AMBER Alert, een backroniem van America's Missing: Broadcast Emergency Response. Een aantal Amerikaanse staten hanteren overigens een alternatieve naam, waaronder Levi’s Call in Georgia, Maile Amber Alert in Hawaï en Morgan Nick Amber Alert in Arkansas, allen genoemd naar kinderen die in deze Amerikaanse staten vermist raakten.

## Internationale AMBER Alerts
Met de mogelijkheden van het internet lijkt het vanzelfsprekend dat veel landen in navolging van de Verenigde Staten een AMBER Alert hebben ingevoerd. Toch heeft slechts een relatief beperkt aantal landen een dergelijk waarschuwingssysteem. Daaronder vallen Nederland (sinds 2008), Griekenland (sinds 2007), Mexico (sinds 2011) en in Canada per provincie sinds 2002 en 2004. Daarnaast zijn er in verschillende landen systemen voor een kinderalarm met andere namen, zoals het Alerte Enlèvement in Frankrijk (sinds 2006), het Child Rescue Alert in Engeland (sinds 2006), het Child Alert in België (sinds 2011) en het Nurin Alert in Maleisië (2007).  Al deze systemen hebben dezelfde doelstelling, namelijk zo snel mogelijk en zo veel mogelijk mensen waarschuwen bij een ontvoering of een urgent vermist kind.
Hier volgt een alfabetisch overzicht:

#### Australië
De Australische deelstaat Queensland nam in mei 2005 een versie van AMBER Alert in gebruik.

#### België
In België werd de invoering van een systeem bemoeilijkt omdat tientallen verschillende organisaties, die min of meer onafhankelijk van elkaar werkten, zich met vermiste en ontvoerde kinderen bezig hielden. Die zijn in februari 2010 rond de tafel gaan zitten om te bepalen of er een Belgisch systeem zou moeten komen. Zo'n systeem zou zich niet alleen op minderjarigen richten, maar ook op verdwenen mensen met dringende medische zorgen. De Belgische variant van Amber Alert kwam er inderdaad in februari 2011. Het heet Child Alert. Het eerste Child Alert werd uitgegeven op 20 december 2011. Dat was voor de 9-jarige Pierre-Alexandre Claus uit Wanze. Het is steeds een magistraat die de opdracht geeft tot een Child Alert, in nauw overleg met de politiediensten en Child Focus, een Stichting voor Vermiste en Seksueel Uitgebuite Kinderen.
België heeft overigens al sinds 1996 een ander succesvol systeem. Net zoals in Nederland zijn lokale politiekorpsen in België sinds de Affaire Dutroux verplicht vermiste personen direct te melden bij de Cel Vermiste Personen van de Belgische federale politie. Dit team is 24 uur/dag, 7 dagen/week beschikbaar en kan binnen een uur ter plaatse zijn. Op die wijze zijn er nationale, gespecialiseerde expertise op afroep beschikbaar voor de regiokorpsen en kan er optimaal gebruik worden gemaakt van de kennis die centraal aanwezig is op het gebied van vermiste personen. Dat is nuttig om elk geval goed te kunnen beoordelen en te beslissen wanneer een speuractie moet worden opgeschaald. Ook kan op deze manier sneller gebruik worden gemaakt van centrale middelen binnen de politie, zoals speurhonden of helikopters.

#### Canada
Het programma bereikte Canada in december 2002, toen Alberta het eerste provincie-brede systeem lanceerde. Bij die gelegenheid zei de Minister voor Openbare Veiligheid van deze deelstaat, Heather Forsyth We gaan ervan uit dat een AMBER Alert maar een keer per jaar hoeft te worden afgegeven. We hopen dat we het nooit hoeven te gebruiken, maar als een kind wordt ontvoerd is AMBER Alert een instrument dat de politie kan gebruiken om het kind te vinden en veilig thuis te brengen. De regering van Alberta beloofde meer dan een miljoen Canadese dollar om het waarschuwingssysteem van de provincie zo uit te breiden dat het effectief voor AMBER Alerts kon worden ingezet. Ook andere Canadese provincies namen het systeem snel over en in mei 2004 was Saskatchewan de enige provincie die het Alert nog niet had ingevoerd. Een jaar later was het systeem in heel Canada in gebruik. Ontario breidde de reikwijdte van het systeem verder uit: Amber Alerts worden daar ook vertoond op de 9000 schermen van de lokale loterij.
Na de ontvoering en moord op Victoria Stafford werd het AMBER Alert systeem in Ontario geëvalueerd. Er waren zorgen dat de strikte criteria voor het uitgeven van een alert er de oorzaak van waren dat in het geval van Stafford geen AMBER Alert was uitgegaan. Daarop heeft de politie van Ontario de regels aangepast. In plaats van een bevestiging van een ontvoering of van een dreiging dat een kind geweld zou worden aangedaan, is het nu voldoende dat er een geloofwaardig vermoeden bestaat van een ontvoering of dreiging van geweld.

#### Duitsland
In Duitsland worden per jaar rond de 100.000 kinderen als vermist opgegeven. Er bestaat het met AMBER Alert vergelijkbare Deutschland findet euch, Duitsland vindt jullie, van het Initiative Vermisste Kinder. Via een zogenaamde add-on die op computers kan worden geïnstalleerd, veranderen reclameteksten op websites in zoekberichten voor vermiste kinderen zodra een alarm wordt uitgestuurd. Vergelijkbare applicaties kunnen voor de iPhone, iPod Touch en iPad worden gedownload.

#### Frankrijk
In februari 2006 lanceerde het Franse Ministerie van Justitie een AMBER Alert, het Alerte Enlèvement, alarm voor ontvoering, dat door de media, de Franse spoorwegen en de autoroutes wordt ondersteund.

#### Groot-Brittannië
Het eerste AMBER Alert-systeem in Engeland werd op 14 november 2002 in Sussex opgezet. Daarna volgden systemen in Surrey en Hampshire. Tegen 2005 had elk lokaal bestuur in Engeland en Wales zijn eigen alarm-systeem ingevoerd. Op 1 april 2007 werd in het noordwesten van Engeland een AMBER Alert-systeem ingevoerd. Invoering van dit systeem in de rest van Groot-Brittannië werd op dat moment voorzien, en vond plaats op 25 mei 2010 met de uitrol van het Child Rescue Alert, gebaseerd op het AMBER Alert-systeem.

#### Ierland
In april 2009 werd naar aanleiding van een rapport van de Ierse politie over de wijze waarop in Ierland wordt omgegaan met vermiste personen, aangekondigd dat een AMBER Alert-systeem zou worden opgezet. Sinds 2012 werkt er een AMBER Alert.

#### Maleisië
In september 2007 nam Maleisië het NURIN Alert in gebruik. Het is gebaseerd op het AMBER Alert, en is genoemd naar het 8 jaar oude vermiste en vermoorde meisje Nurin Jazlin. NURIN betekent in Maleisië nu Nationwide Urgent Response Information Network.

#### Mexico
Op 28 april 2011 voerde Mexico zijn eigen AMBER Alert-systeem in, daarmee gehoor gevend aan internationale inspanningen om het gebruik van dergelijke systemen te verbreden.

#### Nederland
AMBER Alert Nederland werd in 2008 kosteloos opgericht door softwarebedrijf Netpresenter en de Nationale Politie, in samenwerking met het Ministerie van Justitie en Veiligheid. Het startsein voor AMBER Alert werd gegeven op 11 november 2008 door toenmalig minister van Justitie, Hirsch Ballin. De Nationale Politie is verantwoordelijk voor het uitsturen van AMBER Alerts.
Veel mensen volgen AMBER Alert op sociale media zoals Facebook en Twitter. Begin 2018 waren er 3 miljoen Nederlanders en organisaties aangemeld. AMBER Alerts zijn ook zichtbaar op onder andere tv, grote schermen langs de snelweg en in winkelcentra. Het werkelijke bereik ligt daarom hoger: 12 miljoen mensen.
Het Landelijk Bureau Vermiste Personen (LBVP) is verantwoordelijk voor het uitzenden van AMBER Alerts. Tot en met 16 december 2019 gebeurde dit in Nederland 29 keer. In ongeveer driekwart van alle gevallen werd het kind teruggevonden dankzij tips die binnenkwamen als reactie.
AMBER Alert zou in Nederland op 22 juli 2021 worden stopgezet, en geïntegreerd in het Burgernet systeem. Na een motie in de Tweede kamer werd unaniem besloten om AMBER Alert ten minste tot 22 november van dat jaar actief te laten in Nederland.
Vanaf 23 november 2021 verstuurt de politie via de Burgernetapp AMBER Alerts wanneer een kind in levensgevaar wordt vermist. Dit kunnen landelijke of regionale berichten zijn.

#### Saipan, Noordelijke Marianen
Het eiland Saipan in het westen van de Grote Oceaan zal spoedig een eigen AMBER Alert-programma hebben, aldus gouverneur Benigno R. Fitial op 31 mei 2011, 6 dagen nadat de twee zusjes Faloma en Maleina Luhk van 9 en 10 als vermist waren gemeld. Saipan is het grootste van de 15 eilanden van het Gemenebest van de Noordelijke Marianen.